# Église Saint-Christol de La Couvertoirade
L'église Saint-Christol de La Couvertoirade est une église située sur la commune française de La Couvertoirade, dans le département de l'Aveyron en région Occitanie.
l'église fait l'objet, avec l'ancien cimetière, d'un classement au titre des monuments historiques depuis 1945.

## Historique

### L'église
Fondée à la fin du XIIIe ou au début du XIVe siècle par les Hospitaliers sur l'éperon rocheux du village avec pour base des fondations du XIIe siècle, elle remplace la chapelle Saint-Christol devenue trop petite. Elle garde cependant comme nom Saint-Christol. Appuyée contre les remparts, une tour de garde surmontait le chœur, mais fut détruite au XVIIIe siècle. L'église fut remaniée au XXe siècle.
L'église et l'ancien cimetière font l'objet d'un classement au titre des monuments historiques par arrêté du 26 mai 1945.

### Le cimetière
|                            |
| Pierre tombale discoïdale. |

|               |
| Le cimetière. |

L'ancien cimetière de la Couvertoirade se trouve à côté de l'église. Il a conservé son mur d'enceinte. Son principal intérêt, outre son ancienneté, est la présence de tombes discoïdales. En 1439, lors de la construction des remparts de la ville, le cimetière fut coupé en deux. Le nouveau cimetière se trouve hors des remparts, à proximité du parking.

## Description
L'église est composée d'un plan simple : une nef à deux travées, une chapelle au sud et un chœur carré à chevet plat. À l'extérieur des remparts, une sacristie complète le bâtiment. La clé de voûte est ornée d'une croix hospitalière. L'ornement intérieur est moderne, composé d’œuvres religieuses couleur or, et les vitraux sont très récents.